# Pollenia griseotomentosa
Pollenia griseotomentosa är en tvåvingeart som först beskrevs av Jacentkovsky 1944.  Pollenia griseotomentosa ingår i släktet vindsflugor, och familjen spyflugor. Arten är reproducerande i Sverige.